# David Schnegg
David Schnegg (* 29. September 1998 in Mils bei Imst) ist ein österreichischer Fußballspieler.

## Karriere

### Verein
Schnegg begann seine Karriere bei der FG Schönwies/Mils. Zwischen 2009 und 2010 spielte er kurzzeitig beim SV Zams, ehe er zu Schönwies/Mils zurückkehrte. Ab 2014 kam er für die Kampfmannschaft seines Vereins zum Einsatz. Nach dem Aufstieg in der Saison 2014/15 debütierte er im August 2015 in der Tiroler Liga, als er am ersten Spieltag der Saison 2015/16 gegen den SC Kundl in der Startelf stand.
Mit Schönwies/Mils musste er allerdings zu Saisonende bereits wieder aus der Tiroler Liga absteigen. Im Jänner 2017 wechselte er zum viertklassigen SC Imst. Im Jänner 2018 schloss er sich dem Zweitligisten WSG Wattens an, bei dem er einen bis Juni 2018 laufenden Vertrag erhielt. Sein Debüt für Wattens in der zweiten Liga gab er im März 2018, als er am 23. Spieltag der Saison 2017/18 gegen den FC Wacker Innsbruck in der Startelf stand und in der 61. Minute durch Florian Buchacher ersetzt wurde. Im März 2018 erzielte er bei einem 2:0-Sieg gegen den SC Austria Lustenau sein erstes Zweitligator. Bis Saisonende kam er zu 15 Zweitligaspielen für Wattens.
Zur Saison 2018/19 wechselte er zum Ligakonkurrenten FC Liefering, bei dem er einen bis Juni 2020 laufenden Vertrag erhielt. In seiner ersten Spielzeit bei den Salzburgern kam er zu 16 Einsätzen und erzielte dabei ein Tor.
Zur Saison 2019/20 wechselte er zum Bundesligisten LASK, bei dem er einen bis Juni 2022 laufenden Vertrag erhielt. Zunächst kam er jedoch für das zweitklassige Farmteam FC Juniors OÖ zum Einsatz. Im August 2019 debütierte er schließlich auch in der Bundesliga, als er am dritten Spieltag jener Saison gegen den FC Admira Wacker Mödling in der Startelf stand und in der 52. Minute durch Stefan Haudum ersetzt wurde. In der Saison 2019/20 kam er zu zwei Bundesligaeinsätzen für den LASK und 14 Zweitligaeinsätzen für die Juniors. Zur Saison 2020/21 kehrte er leihweise zum Bundesligisten Wattens zurück, der sich inzwischen in WSG Tirol umbenannt hatte. Während der Leihe kam er zu 29 Bundesligaeinsätzen für die Tiroler, in denen ihm zwei Treffer gelangen.
Nach dem Ende der Leihe kehrte er zur Saison 2021/22 nicht mehr zum LASK zurück, sondern wechselte zum italienischen Erstligisten FC Venedig, bei dem er einen bis Juni 2024 laufenden Vertrag erhielt. In Venedig konnte er sich allerdings nicht durchsetzen, bis zum 21. Spieltag kam er nur viermal in der Serie A zum Einsatz, zweimal davon stand er in der Startelf. Daher wurde er im Jänner 2022 innerhalb Italiens an den Zweitligisten FC Crotone verliehen. Für Crotone kam er bis zum Leih-Ende zu 15 Einsätzen in der Serie B, aus der er mit dem Verein allerdings abstieg. Zur Saison 2022/23 kehrte Schnegg dann nicht mehr nach Venedig zurück, das inzwischen ohne ihn in die Serie B abgestiegen war, sondern wechselte zurück nach Österreich zum SK Sturm Graz, bei dem er einen bis Juni 2026 laufenden Vertrag erhielt. Für Sturm Graz kam er insgesamt zu 58 Bundesligaeinsätzen. In der Saison 2022/23 holte er mit den Grazern den Cupsieg, in der Saison 2023/24 dann sogar das Double aus Meisterschaft und Cup.
Im Juli 2024 wechselte Schnegg in die USA zu D.C. United, wo er einen bis 2026 laufenden Vertrag erhielt.

### Nationalmannschaft
Schnegg debütierte im September 2020 gegen Albanien für die österreichische U-21-Auswahl. Im Juni 2023 wurde er erstmals für die A-Nationalmannschaft nominiert. Sein Debüt gab er dann im September 2023, als er in einem Testspiel gegen Moldau in der Startelf stand.

## Erfolge
- Österreichischer Meister: 2024
- Österreichischer Cup-Sieger: 2023, 2024